# Vervio
Vervio là một đô thị ở tỉnh Sondrio trong vùng Lombardia của Italia, có vị trí khoảng 120 km về phía đông bắc của Milano và khoảng 30 km về phía đông bắc của Sondrio, ở biên giới với Thụy Sĩ. Tại thời điểm ngày 31 tháng 12 năm 2004, đô thị này có dân số 230 người và diện tích là 12,6 km².
Vervio giáp các đô thị: Brusio (Thụy Sĩ), Grosotto, Lovero, Mazzo di Valtellina, Sernio, Tirano, Tovo di Sant'Agata.